# Риол
Риол (њем. Riol) општина је у њемачкој савезној држави Рајна-Палатинат. Једно је од 103 општинска средишта округа Трир-Сарбург. Према процјени из 2010. у општини је живјело 1.168 становника. Посједује регионалну шифру (AGS) 7235115.

## Географски и демографски подаци
Риол се налази у савезној држави Рајна-Палатинат у округу Трир-Сарбург. Општина се налази на надморској висини од 123 метра. Површина општине износи 6,3 km². У самом мјесту је, према процјени из 2010. године, живјело 1.168 становника. Просјечна густина становништва износи 185 становника/km².